# Манго (Флорида)
Манго (англ. Mango) — переписна місцевість (CDP) в США, в окрузі Гіллсборо штату Флорида. Населення — 12 699 осіб (2020).

## Географія
Манго розташоване за координатами 27°59′24″ пн. ш. 82°18′30″ зх. д. / 27.99000° пн. ш. 82.30833° зх. д. (27.990085, -82.308331).  За даними Бюро перепису населення США в 2010 році переписна місцевість мала площу 12,44 км², з яких 12,07 км² — суходіл та 0,37 км² — водойми.

## Демографія
Згідно з переписом 2010 року, у переписній місцевості мешкало 11 313 осіб у 4130 домогосподарствах у складі 2780 родин. Густота населення становила 909 осіб/км².  Було 4629 помешкань (372/км²).
Расовий склад населення:
| - 71,3 % — білих - 15,4 % — чорних або афроамериканців - 1,5 % — азіатів - 0,8 % — корінних американців - 0,2 % — вихідців з тихоокеанських островів - 7,8 % — осіб інших рас |

До двох чи більше рас належало 3,1 %. Частка іспаномовних становила 24,7 % від усіх жителів.
За віковим діапазоном населення розподілялося таким чином: 28,0 % — особи молодші 18 років, 62,5 % — особи у віці 18—64 років, 9,5 % — особи у віці 65 років та старші. Медіана віку мешканця становила 32,5 року. На 100 осіб жіночої статі у переписній місцевості припадало 93,3 чоловіків;  на 100 жінок у віці від 18 років та старших — 90,4 чоловіків також старших 18 років.
Середній дохід на одне домашнє господарство  становив 46 548 доларів США (медіана — 36 469), а середній дохід на одну сім'ю — 50 636 доларів (медіана — 41 077). Медіана доходів становила 41 105 доларів для чоловіків та 32 362 долари для жінок. За межею бідності перебувало 27,1 % осіб, у тому числі 32,9 % дітей у віці до 18 років та 16,7 % осіб у віці 65 років та старших.
Цивільне працевлаштоване населення становило 4656 осіб. Основні галузі зайнятості: освіта, охорона здоров'я та соціальна допомога — 18,9 %, роздрібна торгівля — 14,9 %, науковці, спеціалісти, менеджери — 10,4 %, транспорт — 9,7 %.